# Xiazhu
Xiazhu (kinesiska: 下祝) är en socken i sydöstra Kina. Den ligger i Minqing härad i provinshuvudstaden Fuzhou i provinsen Fujian,  omkring 56 kilometer nordväst om centrala Fuzhou. Antalet invånare är 9 686. Befolkningen består av 4 504 kvinnor och 5 182 män. Barn under 15 år utgör 21,0 %, vuxna 15-64 år 64 %, och äldre över 65 år 13,0 %.